# Christa Stünzi
Christa Isabelle Stünzi (* 6. August 1986 in Horgen) ist eine Schweizer Politikerin (GLP). Seit 2019 ist sie Mitglied des Zürcher Kantonsrats.

## Biografie
Stünzi ist Juristin für Staats- und Völkerrecht und u. a. in den Bereichen Kinderrechte und Bildungsrecht tätig. 2013 schloss sie mit einem Master in Rechtswissenschaften ihr Studium an der Universität St. Gallen ab. Von 2013 bis 2018 war sie an der Universität Bern Doktorandin und Assistentin am Lehrstuhl für Staats- und Völkerrecht, anschliessend bis 2021 Research Fellow (wissenschaftliche Mitarbeiterin) und freischaffende Forschende. Seit 2021 wirkt sie als Stiftungsratspräsidentin der «Stiftung Sprachheilschulen im Kanton Zürich».
Christa Stünzi wohnt in Horgen, zusammen mit ihrem Ehemann.

## Politik
Ab 2014 war Stünzi Co-Präsidentin der GLP-Sektion Horgen und von 2017 bis 2020 Co-Präsidentin GLP Frauen des Kantons Zürich. Seit 2017 ist sie Vorstandsmitglied der GLP des Kantons Zürich, seit 2020 Mitglied der Parteileitung. Von 2018 bis 2020 amtete sie als Schulpflegerin in der Gemeinde Horgen.
2019 wurde Stünzi für die GLP des Wahlkreises Horgen in den Zürcher Kantonsrat gewählt. Bis 2023 war sie Mitglied der Kommission für Bildung und Kultur; seit 2021 ist sie Mitglied der Redaktionskommission, die sie seit 2023 präsidiert. Seit 2023 ist sie ausserdem Fraktionspräsidentin der GLP-Fraktion und Mitglied der Geschäftsleitung des Kantonsrats sowie der interfraktionellen Konferenz.
Sie hat sich im Kantonsrat bisher u. a. eingesetzt für eine Digitalstrategie des Kantons, für die Verringerung von Foodwaste (Lebensmittelverlusten), für den «Schutz für Mutter und Kind in schweren Situationen dank gesetzlich verankerter vertraulicher Geburt» und für die «Priorisierung der Kantonsschule Zimmerberg».